# 過山古道
過山古道為一條位在臺灣臺東縣綠島鄉橫跨於綠島鄉南寮村到公館村溫泉聚落的古道，並非同位在綠島南部地區臺電為供電所闢建的過山步道。該條古道全長1.85公里，橫跨海拔約100公尺。

## 古道沿革
過山古道是早期綠島地區尚未有環島公路之前，南寮村與公館村溫泉聚落兩地居民來往的重要通道，後綠島環島公路成形後，該條道路便逐漸成為觀光客與登山客行走的進行步道。東管處後續在2010年7月針對古道進行修繕，鋪上石板，於同年11月完工，並正式以得票數最高之結果定名為過山古道。

## 路線
南寮村（臺東縣綠島鄉）－公館村溫泉聚落（臺東縣綠島鄉）

## 周遭景點
- 朝日溫泉
- 南寮漁港（綠島鄉）
- 哈巴狗岩與睡美人岩
- 大白沙

## 外部連結
- 東部海岸國家風景區-過山古道 （页面存档备份，存于）

## 資料來源
1. 1 2 3  .   [2015-06-01]. （原始内容存档于2021-01-24）.
2. 1 2 3  .   [2015-06-01].
3. ↑  .   [2015-06-01]. （原始内容存档于2015-05-20）.
4. ↑  .   [2015-06-01]. （原始内容存档于2016-03-05）.